# 大手町 (川越市)
大手町（おおてまち）は、埼玉県川越市の町名。郵便番号は350-0057。

## 地理
川越市の中心部に位置する。北で元町、東で郭町、南東で三久保町、南で松江町、南西で仲町、西で幸町と隣接する。本川越駅・川越市駅から近く川越駅からのバス便も多い。商業地・住宅地として利用される。

## 歴史

### 地名の由来
川越城の西大手門の近くであったことから。なお、門自体は川越市役所付近にあったため、現在の住所では隣の元町に所在していた。川越城の西大手門の近くであったことから。なお、門自体は川越市役所付近にあったため、現在の住所では隣の元町に所在していた。

## 交通

### 道路
- 埼玉県道51号川越上尾線

## 施設
- 初雁幼稚園